# Åke Bergmark
Åke Bergmark, född 1958, är innehavare av professuren i socialt arbete vid Stockholms universitet. Hans forskning behandlar ekonomiskt bistånd, det sociala arbetets metoder och kunskapsbas, prioriteringar i socialtjänsten samt decentralisering av välfärdstjänster. Åke Bergmark disputerade 1991 vid Stockholms universitet och arbetade under åren 1998-2001 i Kommittén Välfärdsbokslut, vars uppdrag var att granska välfärdsutvecklingen i Sverige under det turbulenta 1990-talet.